# أولوكيشلا
أولوكيشلا (بالتركية: Ulukışla) هي مدينة تابعة لمحافظة نيدا في منطقة وسط الأناضول، تركيا. تبلغ مساحتها 1502 كم²، ويبلغ عدد سكانها 22.728 نسمة.